# Philetas
Philetas oder Philitas (* um 340 v. Chr. wohl auf Kos; † vermutlich um 280/270 v. Chr.) war ein antiker griechischer Dichter und Grammatiker aus Kos. Er war ein Freund des Dichters Theokritos und Lehrer des Zenodotos von Ephesos, des ersten Bibliothekars von Alexandria.
Philetas lebte zuletzt in Alexandria als Lehrer des ägyptischen Königs Ptolemaios II.
Seine erotischen Elegien, deren Gegenstand eine Geliebte Battis war, wurden von Alexandrinern und Römern sehr geschätzt. Bis auf wenige Fragmente ist jedoch nichts davon erhalten geblieben.
Der römische Dichter Properz nennt Philetas als eine wichtige Inspirationsquelle für seine eigenen Werke.